# Hedyotis uncinella
Hedyotis uncinella är en måreväxtart som beskrevs av William Jackson Hooker och George Arnott Walker Arnott. Hedyotis uncinella ingår i släktet Hedyotis och familjen måreväxter. Inga underarter finns listade i Catalogue of Life.